# Lunda Bululu
Vincent de Paul Lunda Bululu (15 de outubro de 1942) é um político congolês.
Foi conselheiro no gabinete das Relações Exteriores em 1984, Secretário-Geral da Comunidade Econômica dos Estados da África Central (CEEAC) em 1984 e  por um segundo mandato em 1989; primeiro-ministro do Zaire, no início do período transição de 4 de maio de 1990 até sua renúncia em 1 de abril de 1991; e ministro das Relações Exteriores em 1994. 